# Proizvodnja električne energije
Proizvodnja električne energije koristi električnu potencijalnu energiju koja nastaje odvajanjem elektrona iz elektronskih omotača atoma. Odvajanje se može postići elektromehaničkom energetskom pretvorbom (elektromagnetska indukcija), termoelektričnom (Seebeckov učinak ili efekt), termoionskom, fotoelektričnom pretvorbom (fotoelektrični učinak ili fotoefekt kao na primjer kod fotonaponske ćelije), izravnom pretvorbom kemijske u električnu energiju u gorivnom članku, magnetohidrodinamičkim generatorom. Jedna je od bitnih značajki proizvodnje električne energije što se ona ne može uskladištiti, nego se mora proizvoditi onda kada je potrebna. Zbog toga se elektrane i cijeli elektroenergetski sustav izgrađuju tako da mogu trenutačno zadovoljiti potražnju za električnom energijom.
Izvori električne struje u svakodnevnom životu dakle mogu biti:
- mehanički, i to električni generatori istosmjerne i izmjenične struje u kojima se mehanički rad pretvara u električnu energiju,
- kemijski, i to galvanski članci i akumulatori koji proizvode električnu energiju na račun kemijskih procesa koji se u njima zbivaju,
- fotonaponske ćelije koje energiju svjetlosti pretvaraju u električnu energiju,
- termočlanci ili termoelementi u kojima se toplinska energija pretvara u električnu (termoelektricitet).